# Oleksandrivka, Litîn
Oleksandrivka (în ucraineană Олександрівка) este un sat în comuna Juravne din raionul Litîn, regiunea Vinnița, Ucraina.

## Demografie
Componența lingvistică a localității Oleksandrivka
     Ucraineană (99,55%)
     Alte limbi (0,23%)
Conform recensământului din 2001, majoritatea populației localității Oleksandrivka era vorbitoare de ucraineană (99,55%), existând în minoritate și vorbitori de alte limbi.